# Menaucourt
Menaucourt ist eine französische Gemeinde mit 229 Einwohnern (Stand: 1. Januar 2022) im Département Meuse in der Region Grand Est. Sie gehört zum Arrondissement Bar-le-Duc und zum Kanton Ligny-en-Barrois.

## Geografie
Die Gemeinde Menaucourt liegt 21 Kilometer südöstlich von Bar-le-Duc am Fluss Ornain, der hier vom Rhein-Marne-Kanal überquert wird. Nachbargemeinden von Menaucourt sind Chanteraine im Nordosten, Boviolles und Naix-aux-Forges im Südosten, Nantois im Süden, Longeaux im Südwesten sowie Givrauval im Nordwesten.

## Bevölkerungsentwicklung
| Jahr      | 1962 | 1968 | 1975 | 1982 | 1990 | 1999 | 2008 | 2019 |
| --------- | ---- | ---- | ---- | ---- | ---- | ---- | ---- | ---- |
| Einwohner | 248  | 223  | 207  | 239  | 265  | 252  | 225  | 238  |

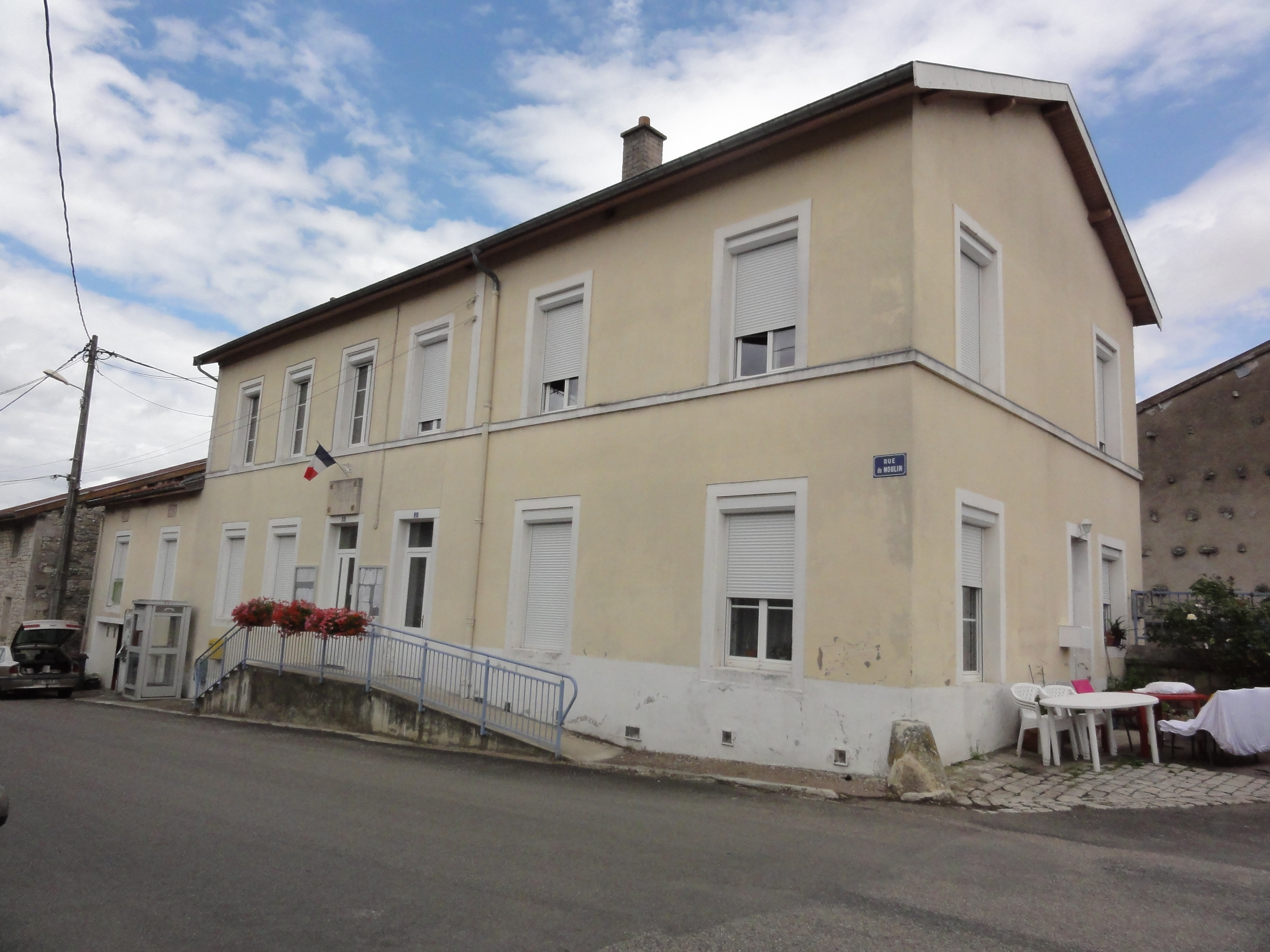
Mairie Menaucourt
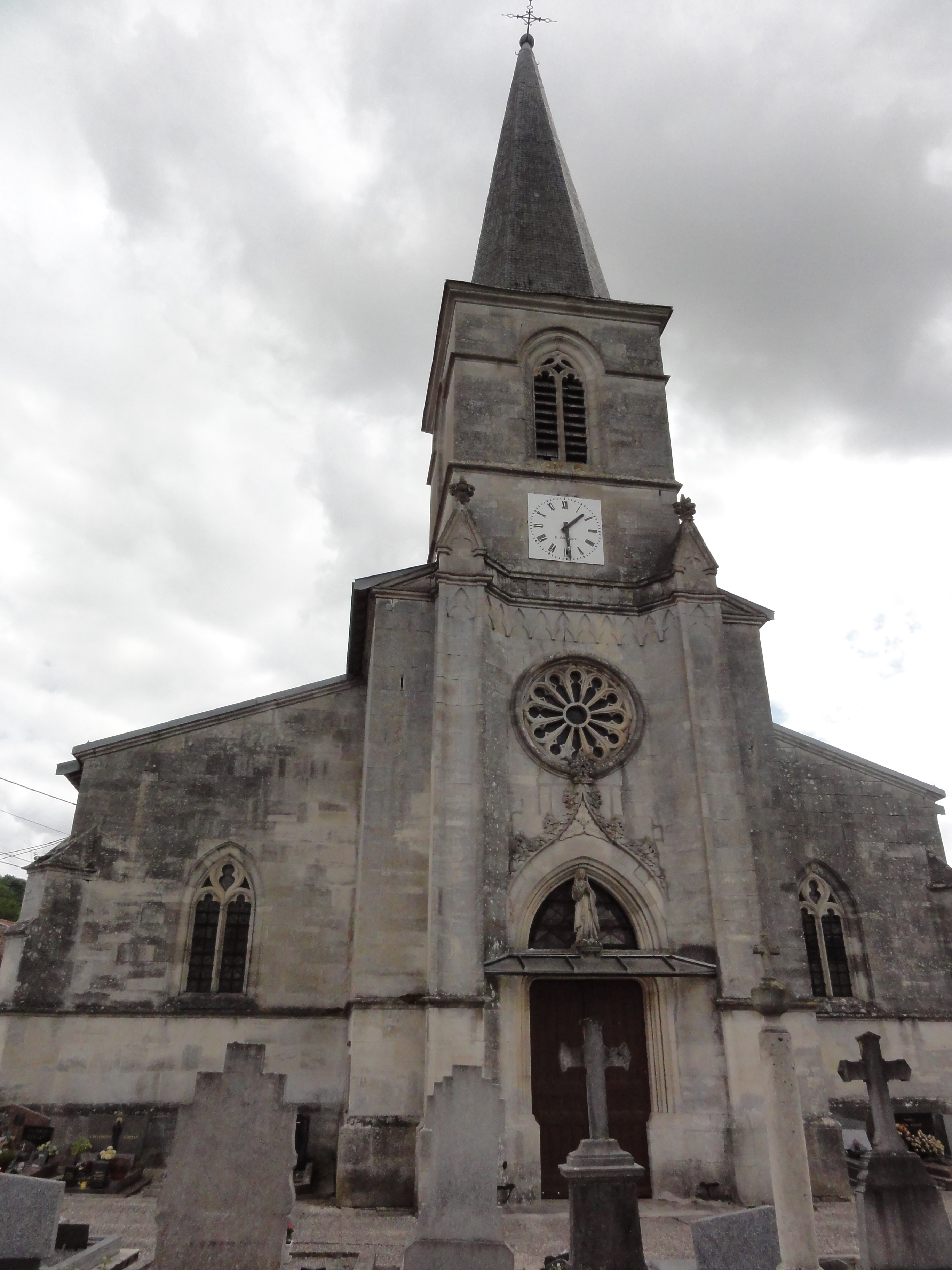
Kirche Saint-Pierre-ès-Liens